# Джамалудинов, Магомед Казиевич
Магомед Казиевич Джамалудинов (30 декабря 1928, с. Гоцатль Большой, Хунзахский район, Дагестанская АССР, РСФСР — 17 марта 2014) — российский мастер декоративно-прикладного искусства, первый на Северном Кавказе Народный художник Российской Федерации (1999).

## Биография
С 1944 г. работал учителем младших классов в Кахибском районе, директором Зиранинской начальной школы Унцукульского района, затем Новомехельтинской и Гимринской средних школ, инспектором Унцукульского района.
С 1955 г. занимался декоративно-прикладным искусством. В 1958 г. он создал и бессменно руководил художественным комбинатом в Гоцатле. Уже опытным мастером окончил отделение художественной обработки металла Московского технологического института, освоил сложную и изысканную технику филиграни, которая стала одной из ведущих в его творчестве. В 1970-х гг. участвовал в организации художественно-графического факультета ДГПИ, долгие годы преподавал и был директором художественного училища им. М. Джемала.
За годы творчества мастером было создано более 800 авторских изделий. Его уникальные работы находятся в самых известных музеях России — Оружейной палате Кремля, Государственном Русском музее и многих других.

## Награды и звания
- Орден «За заслуги перед Республикой Дагестан».
- Медаль «За трудовую доблесть» (4 мая 1960).
- Народный художник Российской Федерации (1 апреля 1999).
- Заслуженный художник РСФСР (4 сентября 1980).
- Заслуженный деятель прикладного искусства Дагестанской АССР.